# Joachim Meischner
Joachim Meischner   (Dorfchemnitz, 13 d'agost de 1946) és un biatleta alemany, ja retirat, que va competir sota bandera de la República Democràtica Alemanya durant les dècades de 1960 i 1970.
El 1972 va prendre part en els Jocs Olímpics d'Hivern de Sapporo, on guanyà la medalla de bronze en la comnpetició del relleu 4x7,5 quilòmetres del programa de biatló. Va formar equip amb Hansjörg Knauthe, Dieter Speer i Horst Koschka.
En el seu palmarès també destaquen tres títols nacionals.